# Studzianka (Żabnica)

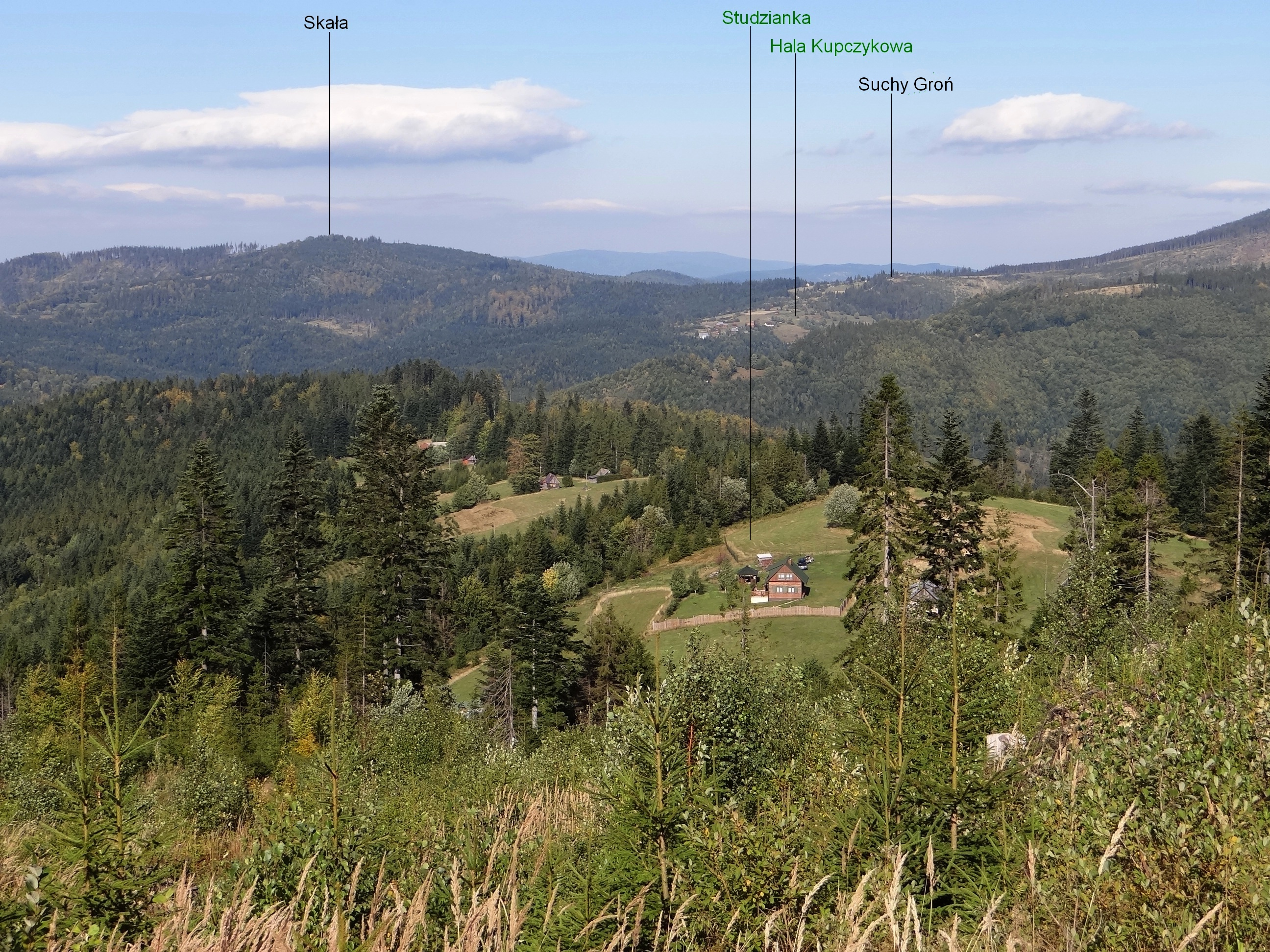
Widok z Cukiernicy Niżnej

Studzianka – polana w miejscowości Żabnica w województwie śląskim, w powiecie żywieckim, w gminie Węgierska Górka. Znajduje się na północno-wschodnim grzbiecie wierzchołka 998 m na grzbiecie łączącym Redykalnym Wierch z przełęczą na Hali Boraczej w Beskidzie Żywiecko-Orawskim. Studzianka to dość rozległa i niemal płaska polana położona na wysokości około 820–850 m. Grzbiet na którym się znajduje opływają z obydwu stron potoki (Studziański i Boracza) uchodzące do Żabniczanki.
Zaraz powyżej Studzianek, za niewielkim pasem lasu znajduje się hala pasterska Cukiernica Niżna, poniżej Studzianek na tym samym grzbiecie znajdują się jeszcze inne polany. Na Studziankach znajdują się zabudowania kilku gospodarstw, a polana jest użytkowana rolniczo, głównie jako łąka i pastwisko. Zamontowana na Hali Boraczej tablica informacyjna ścieżki dydaktycznej „Węgierska Górka – Romanka” podaje, że dawniej uprawiano tutaj owies i ziemniaki.